# Saison 2006-2007 de la Jeanne d’Arc de Vichy Val d’Allier Auvergne Basket
La Jeanne d’Arc de Vichy Val d’Allier Auvergne Basket est un club de basket-ball français alors en Pro B, qui obtient cette saison-là la remontée en Pro A.
Le club finit premier de la phase régulière. En playoffs,  Vichy élimine successivement Levallois en quarts de finale et Rouen en demi-finale, avant de dominer nettement Quimper en finale au Palais omnisports de Paris-Bercy 70 à 49.
Jimmal Ball est élu meilleur joueur étranger de la Pro B.

## Effectif 2006-2007
- Entraîneur : Jean-Louis Borg
- Assistant : Jean-Philippe Besson

| Numéro | Nom                 | Né en | Taille | Nationalité      | Poste             |
| 5      | Jimmal Ball         | 1978  | 1,78 m | États-Unis       | Meneur            |
| 6      | Rida El Amrani      | 1986  | 1,80 m | France           | Arrière           |
| 7      | Prosper Karangwa    | 1978  | 2,01 m | Canada / Burundi | Ailier            |
| 8      | Jean Philippe Ludon | 1983  | 2,00 m | France           | Intérieur         |
| 9      | William Gradit      | 1982  | 1,97 m | France           | Ailier            |
| 10     | Benjamin Recoura    | 1984  | 1,90 m | France           | Arrière / Ailier  |
| 11     | Alexis Rambur       | 1983  | 1,95 m | France           | Meneur / Arriére  |
| 12     | Olivier vivés       | 1973  | 2,05 m | France           | Pivot             |
| 13     | Yannick Zachée      | 1986  | 1,94 m | France           | Ailier            |
| 14     | Martin Ringström    | 1981  | 2,06 m | Suède            | Intérieur         |
| 15     | Zach Moss           | 1981  | 2,01 m | États-Unis       | Intérieur - Pivot |